# Projekt 12660
Projekt 12660 Deckname: Rubin (russisch Рубин, NATO-Bezeichnung: Gorya-Klasse) ist eine Klasse von hochseefähigen Minenräumschiffen der sowjetischen und später der russischen Marine. Die beiden Schiffe der Klasse wurden von der Sowjetunion als Tiefsee-Minensucher entwickelt.

## Beschreibung
Projekt 12660 wurde entwickelt, um Seeminen in großen Meerestiefen zu entdecken und zu räumen. Dazu wurde die Technik der Minensucher des Projekts 266M durch fortschrittlichere, ferngelenkte Suchroboter ergänzt, die über die 406-mm-Torpedorohre gestartet werden können. Diese Minenabwehrdrohnen wurden mit einem modernen Kabarga-AZ-Sonar (benannt nach dem sibirisches Moschustier) ausgerüstet, das Zielinformationen direkt an die Drohnen sendet. Zusätzlich ist ein Gjurza-(„Levanteotter“)-Sonar verbaut. Zur Zerstörung von Minen kann auch eine Sprengladung an einem bis zu 2.200 Metern langen Kabel abgelassen werden.
Die Maschinenanlage von Projekt 266M wurde beibehalten, aber mit einem Bugstrahlruder ergänzt.
Die Anordnung und Zusammensetzung der Bewaffnung wurde verändert und nur noch ein 30-mm-L/63-AK-630-Flugabwehrturm auf das Dach des Aufbaus an achtern gesetzt. Den Standardgeschützturm zur Bekämpfung von Oberflächenzielen, der auf zahlreichen zeitgenössischen Fregatten und Korvetten der Sowjetunion verbaut wurde, den 76-mm-L/60-AK-176M positionierte man am Bug.

## Verbleib
Zwölf Schiffe waren 1985 und 1986 geplant. Es stellte sich aber heraus, dass so große Schiffe auf der Newski-Werft nicht unter den Zeitvorgaben gebaut werden. Man gab die Klasse nach nur zwei gebauten Schiffen auf und brach einen angefangenen Neubau ab.